# Georg Landsberg

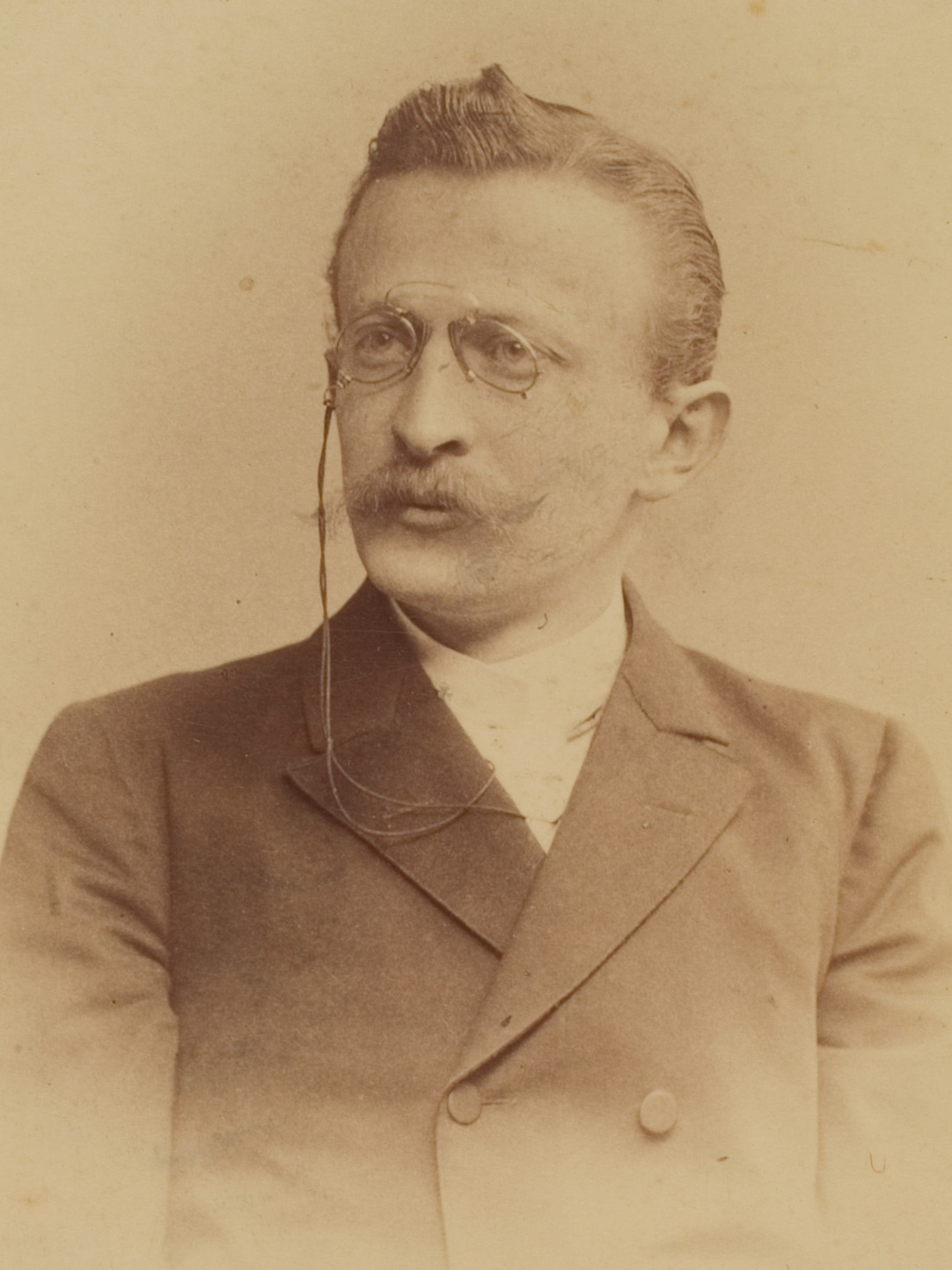
Georg Landsberg

Georg Landsberg (* 30. Januar 1865 in Breslau; † 14. September 1912 in Berlin) war ein deutscher Mathematiker.

## Leben
Landsberg, Sohn des Kaufmanns Bernhard (Benjamin) Landsberg und der Pauline Philippine Buttermilch, wuchs in Breslau auf, studierte 1883 bis 1889 in Breslau und Leipzig und wurde 1890 in Breslau mit der Schrift Untersuchungen über die Theorie der Ideale zum Dr. phil. promoviert. Danach betrieb er bis 1893 Eigenstudien in Berlin. 1893 habilitiert er an der Ruprecht-Karls-Universität Heidelberg bei Leo Königsberger mit der Schrift Zur Theorie der Gauß’schen Summen und der linearen Transformation der Thetafunctionen. 1897 wurde er außerordentlicher Professor an der Universität Heidelberg, sowie 1904 an der Universität Breslau. In der Zeit von 1906 bis 1911 war er außerordentlicher Professor an der Christian-Albrechts-Universität zu Kiel, ab Januar 1911 ordentlicher Professor der Mathematik.
Georg Landsbergs Forschung beschäftigte sich mit algebraischen Funktionen in ein und zwei Variablen, Gauß-Summen in der Zahlentheorie, Thetareihen, Variationsrechnung und Mechanik. Er bettete das Riemann-Roch-Theorem in die arithmetische Theorie algebraischer Funktionen ein, über die er ein bekanntes Buch mit Kurt Hensel schrieb.

## Schriften
- Untersuchungen über die Theorie der Ideale. Breslau, Phil.Fak. Inaug.-Diss. v. 29. März 1890. (Digitalisat Univ. Heidelberg)
- Algebraische Untersuchungen über den Riemann-Rochschen Satz. In: Mathematische Annalen, Band 50, 1898; gdz.sub.uni-goettingen.de
- Über das Analogon des Riemann-Rochschen Satzes in der Theorie der algebraischen Zahlen. In: Mathematische Annalen, Band 50, 1898; gdz.sub.uni-goettingen.de
- Zur Grundlegung der arithmetischen Theorie der algebraischen Funktionen einer Veränderlichen In:  Mitt.Akad.Göttingen, 1895; gdz.sub.uni-goettingen.de
- mit Kurt Hensel: Theorie der algebraischen Funktionen von einer Variablen. Leipzig 1902; archive.org.
- Über die Krümmung in der Variationsrechnung. In: Mathematische Annalen, Band 65, 1907; gdz.sub.uni-goettingen.de